# 拨换城之战
拨换城之战是阿拉伯帝国倭马亚王朝联合吐蕃和突骑施进攻唐朝的战争。717年，阿拉伯在突骑施的配合下，包围拨换城（姑墨州，今新疆阿克苏市）和大石城（温肃州，今新疆乌什县）。唐朝军队和他的西域属国击退阿拉伯人。战斗发生在今中国新疆与吉尔吉斯斯坦边境附近，
而拨换城之战也是中國跟阿拉伯的第二次直接衝突。

## 背景
唐朝和倭马亚王朝第一次战役发生在公元715年，阿拉伯和吐蕃共立阿了达为拔汗那（费尔干纳谷地）王，调集军队进攻拔汗那。原来的拔汗那王兵败之后，奔往唐朝安西都护府（治龟兹，今新疆库车）求救。唐朝监察御史张孝嵩率领附近各戎族部落兵马一万余人，出龟兹镇向西挺进数千里，攻占了数百座城池，长驱直入敌境。在这个月，张孝嵩率部在连城（今纳曼干州）进攻阿了达。张孝嵩亲自披甲，率士卒快速攻城，从中午开始直至傍晚，攻克阿了达三座城堡，俘获、斩首共计一千余人，阿了达只带了几名骑兵逃入山谷之中。张孝嵩传檄诸国，唐军声威震动西域。
717年，阿拉伯人攻打河中地区，希望夺取唐朝安西四镇。

## 战斗
717年，倭马亚王朝联合突骑施、吐蕃，策划袭取安西四镇，包围了拨换城和大石城，安西都护府副大都护汤嘉惠调集三姓葛逻禄的军队与十姓可汗阿史那献一同抗击来犯之敌。战斗结果，阿拉伯军队被打败，被迫撤退。许多阿拉伯士卒被俘，但随后在哈里发支付赎金后被释放。战争之后，阿拉伯人被逐出河中地区北部。突骑施归附唐朝，随后攻打了费尔干纳的阿拉伯人。唐玄宗授予突骑施首领苏禄忠顺可汗的称号，承认突骑施占据碎叶城。在唐朝的支持下，苏禄可汗多次攻打倭马亚王朝，夺取中亚阿拉伯人几乎所有的堡垒，使昭武九姓和吐火罗诸国歸於唐旗下。